# Gibraltar National League
Die Gibraltar National League ist die höchste Spielklasse im gibraltarischen Männerfußball. Sie wurde 1893 gegründet. Aufgrund eines Mangels an Vereinen startete die erste Meisterschaft erst zwei Jahre später. Die erste offizielle Meisterschaft fand dann 1905 statt.

## Geschichte

### Entstehung des Ligabundes (1893)
Nachdem in Gibraltar die Nachfrage an Fußballvereinen gestiegen war, beschloss die Gibraltar Football Association (GFA), einen Ligabund zu gründen. Da aber zu wenig Vereine für eine komplette Liga vorhanden waren, wurden weitere Vereine „zwangsgegründet“. Bis zu diesem Zeitpunkt waren die einzigen Vereine Prince of Wales FC, Gibraltar FC und Albion FC. Dazu gegründet wurden Jubliee FC, Exiles FC und Athletic FC. 1895 wurde die erste – noch inoffizielle Meisterschaft – ausgetragen.

### Offizielle Gründung (1905)
Ab 1905 wurde die Fußballliga unter dem Namen Gibraltar Premier Division vom spanischen Fußballbund unterstützt. Außerdem gab es noch Zuschüsse aus England. Das Victoria Stadium, das bis in die Gegenwart einzige Stadion Gibraltars (und daher auch der Spielort sämtlicher Ligaspiele), und ein Pokal wurden arrangiert.

### UEFA-Beitritt (2013)
Im Mai 2013 nahm die UEFA den gibraltarischen Fußballverband als neues Mitglied auf. Somit dürfen Mannschaften der Gibraltar Football Association erstmals zur Saison 2014/15 an den Europapokalwettbewerben teilnehmen.

### Ligen-Fusion (2019)
Mit der Saison 2019/20 wurde die Gibraltar Eurobet Division und die Gibraltar Division 2 zur Gibraltar National League zusammengefasst.

## Modus
Seit der Saison 2015/16 wurde die Liga mit zehn (statt zuvor acht) Mannschaften ausgetragen. Die Erhöhung von sechs auf acht Mannschaften gab es erst zwei Jahre zuvor. Dies war nach dem Beitritt zur UEFA notwendig, um deren Kriterien zu erfüllen, die eine Ligenstärke von mindestens sieben Teams vorschreiben. Der Meister nimmt an der 1. Qualifikationsrunde zur UEFA Champions League und der Pokalsieger an der 1. Qualifikationsrunde zur UEFA Europa Conference League teil. Darüber hinaus qualifiziert sich der Vizemeister ebenfalls für diese Runde in der Conference League. Sollte der Pokalsieger in der Liga einen der ersten beiden Plätze erreicht haben, qualifiziert sich der Liga-3. für die Conference League. 
Bis 2022 stand Gibraltar unter den 50 besten Verbänden der UEFA und hatte somit 3 Startplätze in der Conference League. Als aktuell 51. der UEFA-Fünfjahreswertung stehen dem Verband nur noch 2 Plätze in diesem Wettbewerb zu. 
Die Spiele der Ligen kosten keinen Eintritt.

## Aktuelle Teams
In der Saison 2024/25 nehmen folgende Mannschaften teil:
| Verein              | Rang 2023/24 |
| ------------------- | ------------ |
| Lincoln Red Imps FC | 1            |
| St Joseph’s FC      | 2            |
| FC Bruno’s Magpies  | 3            |
| Mons Calpe SC       | 4            |
| Europa Point FC     | 5            |
| Manchester 62 FC    | 6            |
| Lynx FC             | 7            |
| Europa FC           | 8            |
| Glacis United FC    | 9            |
| Lions FC Gibraltar  | 10           |
| College 1975 FC     | 11           |

## Meister
Seit 1895 wurden insgesamt 115 Meisterschaften ausgetragen, in acht Jahren wurde die Liga nicht ausgetragen. Folgende Vereine konnten bisher den Meistertitel erringen:
| Verein                   | Titel | Jahre |
| ------------------------ | ----- | --- |
| Lincoln Red Imps FC 1    | 28    | 1986, 1990, 1991, 1992, 1993, 1994, 2001, 2003, 2004, 2005, 2006, 2007, 2008, 2009, 2010, 2011, 2012, 2013, 2014, 2015, 2016, 2018, 2019, 2021, 2022, 2023, 2024, 2025 |
| Prince of Wales FC       | 19    | 1901, 1903, 1904, 1906, 1909, 1914, 1917, 1919, 1921, 1922, 1923, 1925, 1926, 1927, 1928, 1931, 1939, 1940, 1953                                                       |
| Glacis United FC         | 17    | 1966, 1967, 1968, 1969, 1970, 1971, 1972, 1973, 1974, 1976, 1981, 1982, 1983, 1985, 1989, 1997, 2000                                                                   |
| Britannia FC             | 14    | 1908, 1912, 1913, 1918, 1920, 1937, 1941, 1955, 1956, 1957, 1958, 1959, 1961, 1963                                                                                     |
| Gibraltar United FC      | 11    | 1947, 1948, 1949, 1950, 1951, 1954, 1960, 1962, 1964, 1965, 2002 |
| Manchester United FC     | 7     | 1975, 1977, 1979, 1980, 1984, 1995, 1999 |
| Europa FC                | 7     | 1929, 1930, 1932, 1933, 1938, 1952, 2017 |
| St Theresas FC           | 3     | 1987, 1988, 1998 |
| Gibraltar FC             | 2     | 1896, 1924 |
| Jubilee FC               | 2     | 1897, 1898 |
| Exiles FC                | 2     | 1900, 1902 |
| South United FC          | 2     | 1910, 1911 |
| Chief Construction FC    | 2     | 1935, 1936 |
| Albion FC                | 1     | 1899 |
| Athletic FC              | 1     | 1905 |
| Royal Sovereign FC       | 1     | 1915 |
| Commander of the Yard FC | 1     | 1934 |
| St Joseph’s FC           | 1     | 1996 |

- 2020 wurde wegen der COVID-19-Pandemie kein Meister und Pokalsieger gekürt.

## UEFA-Fünfjahreswertung
Platzierung in der UEFA-Fünfjahreswertung:
(in Klammern die Vorjahresplatzierung). Die Kürzel CL, EL und CO hinter den Länderkoeffizienten geben die Anzahl der Vertreter in der Saison 2025/26 der Champions League, der Europa League sowie der Conference League an.
- 52.  (50)  Wales (Liga, Pokal) – Koeffizient: 5.791 – CL: 1, EL: 0, CO: 2
- 53.  (54)  Montenegro (Liga, Pokal) – Koeffizient: 5.708 – CL: 1, EL: 0, CO: 2
- 54.  (51)  Gibraltar (Liga, Pokal) – Koeffizient: 4.957 – CL: 1, EL: 0, CO: 2

Stand: Ende der Europapokalsaison 2023/24